# 沖縄宇宙通信所

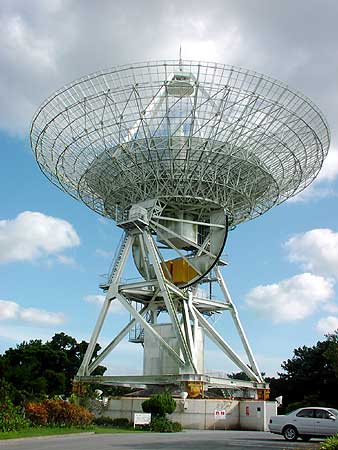
直径30メートルのパラボラアンテナ

沖縄宇宙通信所（おきなわうちゅうつうしんじょ、Okinawa Tracking and Communication Station, OTCS）は沖縄県恩納村に位置する、国立研究開発法人宇宙航空研究開発機構（JAXA）の施設。人工衛星の追跡・管制を主な業務としている。

## 概要
沖縄宇宙通信所は、1968年2月科学技術庁宇宙開発推進本部の沖縄電波追跡所として発足した。1969年10月に宇宙開発事業団（NASDA）の発足とともにその一施設となり、2003年10月にNASDAを含めた3機関の統合により沖縄宇宙通信所もJAXAの施設となった。
打ち上げられた人工衛星からの電波を受信し、人工衛星の軌道や位置、姿勢、搭載している電子機器が正常に作動しているかどうかのデータを筑波宇宙センターに送信している。また状況に応じて衛星に対するコマンド電波を送信する。
展示室は入館料無料で入ることができ、「科学技術週間」および「宇宙の日」には施設の特別一般公開が毎年行われている。
2023年3月には、JAXAとの共催により小惑星探査機「はやぶさ2」が小惑星「りゅうぐう」で採取した試料や、同探査機の原寸大模型の展示を行った。
総敷地面積は約6.0万m2。
敷地内には、包括的核実験禁止条約の大気放射性核種観測施設(RN37)がある。

## 設備
- 追跡管制棟[4]
- USB（F）-1送信棟[4]
- コリメーション設備[4]
- 沖縄第1可搬局[4]
- 沖縄第2可搬局[4]
- WINDSビーコン局[4]
- 準天頂衛星追跡管制局沖縄1、2[4]

## 追跡管制を行っている主な衛星
- 技術試験衛星VIII型「きく8号」（ETS-VIII）[4]
- 超高速インターネット衛星「きずな」（WINDS）[4]
- 陸域観測技術衛星2号「だいち2号」（ALOS-2）[4]
- 水循環変動観測衛星「しずく」(GCOM-W）[4]
- 温室効果ガス観測技術衛星「いぶき」（GOSAT）[4]
- 惑星分光観測衛星「ひさき」（SPRINT-A）[4]
- 準天頂衛星初号機「みちびき」（QZS-1）[4]

## 所在地
- 沖縄県国頭郡恩納村字安富祖金良原1712[5]